# Suspiria
Suspiria è un film del 1977, diretto da Dario Argento, ispirato al romanzo Suspiria De Profundis di Thomas de Quincey, e interpretato da Jessica Harper e Stefania Casini. 
Il film è il primo capitolo della trilogia delle tre madri, al quale fanno seguito Inferno (1980) e La terza madre (2007). È considerato, insieme a Profondo rosso, il capolavoro di Dario Argento.

## Trama
Susy Benner (Bannion nella versione inglese del film) è una brillante studentessa statunitense di danza classica che decide di perfezionare le sue capacità artistiche iscrivendosi alla prestigiosa Accademia di danza a Friburgo in Brisgovia. Arrivata alla scuola durante una sera di tempesta incrocia una ragazza, Patricia, che sembra fuggire precipitosamente dall'edificio urlando alcune parole apparentemente sconnesse, rese peraltro incomprensibili dal temporale. A Susy viene negato il permesso di entrare a scuola, così deve riparare in città. Nel frattempo Patricia, che aveva trovato rifugio presso un'amica che frequenta la scuola, viene massacrata da una misteriosa figura di cui si vede solo il braccio, che prima la sbatte ripetutamente contro una finestra, poi la sventra con un coltello e quindi la impicca: la ragazza verrà infine fatta precipitare da un grande lucernario di vetro. Anche la sua amica, che era accorsa nel tentativo di aiutarla, rimane uccisa, trafitta da pezzi di vetro e metallo.
Il giorno dopo, mentre si indaga sulla morte di Patricia, Susy entra nell'accademia di danza, dove incontra la vicedirettrice Madame Blanc e l'insegnante Miss Tanner; le vengono inoltre presentati i suoi compagni di corso, tra cui Sarah e Olga, con la quale dovrà coabitare in un appartamento in città finché la sua camera non sarà pronta. Percependo un'atmosfera tesa nell'accademia, Susy chiede di rimanere nell'appartamento di Olga anche quando, il giorno dopo, la sua camera sarà pronta. Poco dopo la ragazza fa uno strano incontro con la cuoca della scuola, la quale sembra ipnotizzarla con uno strano oggetto luminoso, che le fa perdere improvvisamente le forze. Dopo uno svenimento nel corso di una sessione di danza, un medico prescrive a Susy una cura a base di riposo e vino rosso; la ragazza viene inoltre costretta a prendere alloggio all'interno dell'accademia. Susy diventa amica di Sarah, la cui stanza confina con la sua. Mentre gli studenti si preparano per la cena, una miriade di larve inizia a precipitare dal soffitto, causando il panico generale. Madame Blanc riferisce che la causa di ciò è il cibo avariato in soffitta, e che in attesa della disinfestazione gli studenti dovranno dormire nella sala degli esercizi. Durante la notte Sarah sente uno strano rantolo e rivela a Susy i suoi sospetti: per lei si tratta della direttrice della scuola, che nessuno ha mai visto e che secondo la Blanc dovrebbe trovarsi all'estero. Inoltre le dice che le insegnanti dell'accademia, invece di uscire dopo le lezioni, di notte rimangono nell'edificio: lo testimonierebbero i passi che si sentono tutte le notti nei corridoi.
Il giorno dopo Daniel, il pianista cieco dell'accademia, viene licenziato dopo che il suo cane-guida azzanna a un braccio Albert, il nipote di Madame Blanc, che dovrà pertanto essere trasportato in ospedale; nel frattempo Sarah, diventata sempre più inquieta, decide di indagare per scoprire il mistero che circonda la scuola, ma quando invita Susy ad aiutarla a seguire i passi nel corridoio, quest'ultima cade in un sonno profondo. 
Una notte Daniel, nell'attraversare una piazza deserta, percepisce una strana presenza intorno a sé, poco prima che il suo cane, apparentemente tranquillo, si rivolti contro di lui e lo sbrani ferocemente. Sarah rivela a Susy che lei e Patricia erano molto amiche, e che nell'ultimo periodo le aveva fatto strani discorsi. Incalzata, Susy tenta di ricostruire le grida che aveva udito la notte del suo arrivo, ma tutto ciò che riesce a rammentare sono le parole "segreto" e "Iris". Le due cercano allora gli appunti di Patricia nella sua stanza, ma questi sono stati rubati; intanto Susy si addormenta di nuovo, e Sarah decide di seguire i passi da sola. Ben presto però la ragazza si ritrova a sua volta inseguita da una figura invisibile: la giovane cerca rifugio prima in soffitta e poi in una stanza piena di fil di ferro, ma ben presto rimane invischiata in quest'ultimo e - mentre questa lotta per liberarsi - la figura misteriosa la sgozza.
Il mattino dopo, Miss Tanner dice a Susy che Sarah è partita improvvisamente e senza dare spiegazioni, ma la ragazza non ci crede e decide di incontrare uno psicologo, il dottor Mandel, con il quale la sua amica aveva preso contatti tempo prima. Il dottore le dice che Sarah era rimasta affascinata da una storia raccontatale da Patricia, secondo la quale l'accademia sarebbe stata fondata da Helena Markos, un'emigrata greca con fama da strega, dato che oltre alla danza nell'accademia era solita insegnare la magia nera, insieme a un gruppo di fattucchiere; un suo collega esperto di paranormale, il professor Milius, le dice inoltre che la storia della Markos è tutt'altro che impossibile, poiché la magia esiste davvero; se la Markos ha davvero riunito streghe intorno a sé, l'unico modo per liberarsi di tutte loro è uccidere lei. 
Susy torna a scuola e scopre che tutti i suoi colleghi sono a teatro; trovandosi da sola nell'accademia, evita di bere il vino che le viene servito, ritenendolo drogato. Quando entra nell'ufficio di Madame Blanc, vedendo le decorazioni dei muri si ricorda la frase intera di Patricia: Il segreto ho visto oltre la porta; dei tre iris, gira quello blu!. Manipolando la raffigurazione dell'iris blu, trova un passaggio segreto, alla fine del quale scopre la verità sull'accademia: la Blanc, la Tanner e gli altri membri di essa fanno tutti parte di una congrega stregonesca. Come se non bastasse, la ragazza si rende conto che stanno discutendo proprio su di lei e sul modo di ucciderla. 
Susy raggiunge una stanza, dove trova il cadavere di Sarah inchiodato ad una bara, per entrare quindi in un'altra stanza, e qui accidentalmente risveglia quella che si rivela essere Helena Markos in persona. Quest'ultima, resasi invisibile, rianima illusoriamente il corpo di Sarah e le comanda di aggredire Susy, che però riesce a pugnalare la strega con un cristallo decorativo. La morte di Helena Markos causa anche quella delle streghe e di tutti gli adepti, nonché l'incendio dell'accademia. Susy si mette in salvo prima che l'edificio venga completamente distrutto.

## Produzione
Il regista ha dichiarato che l'ispirazione iniziale per il film nasce da un viaggio da lui compiuto attraverso le "capitali magiche europee" (ovvero Torino, Lione e Praga) e alla visita della Scuola di Waldorf fondata da Rudolf Steiner e situata vicino a Basilea nei pressi del centro del "Triangolo Magico" formato dalla sovrapposizione dei confini di tre stati (Francia, Germania e Svizzera). La compagna del regista Daria Nicolodi ha collaborato nella realizzazione del film, curandone con Argento la sceneggiatura, nata ispirandosi alla sua infanzia: sull'idea del regista, la Nicolodi introdusse alcune caratteristiche di fiabe come Alice, Biancaneve, Barbablù e Pinocchio, ma in particolare i racconti di sua nonna Yvonne Loeb. Quest'ultima, celebre pianista di origine francese, le narrò le sue esperienze presso un istituto artistico e musicale francese (di cui l'attrice ha preferito non rivelare il nome per ragioni di sicurezza) che aveva frequentato durante un corso di perfezionamento e da cui era fuggita dopo aver scoperto che la didattica ufficiale era in realtà un paravento dietro cui si celava una vera scuola di magia nera. Lo stesso Argento si è ispirato inoltre alla lettura di numerose fiabe infantili soprattutto per ideare il personaggio di Elena Markos, la Regina Nera. L'ambientazione gotica (Friburgo e la Foresta Nera) si deve comunque alla penna di Argento. Il film ha riscosso un successo mondiale ma, a causa del contenuto particolarmente violento, fu vietato in molti paesi ai minori di 18 anni. Il film è il primo capitolo della cosiddetta Trilogia delle Madri. I titoli dei capitoli successivi, girati nel 1980 e nel 2007, sono: Inferno e La terza madre. Il titolo Suspiria (come la storia della Trilogia de Le tre madri) è stato ispirato dal libro Suspiria De Profundis di Thomas de Quincey, che lo scrisse dopo un soggiorno a Milano, presso la villa dei conti Imbonati. Inizialmente il regista aveva pensato di girare il film con attrici minorenni (13-15 anni) ma ciò non gli fu possibile sia a causa del divieto in Germania di portare sullo schermo attrici di minore età, sia per la contrarietà da parte dei finanziatori, in particolare da parte del distributore e della Focus, società di produzione americana consociata nella realizzazione della pellicola. Per rimanere almeno in parte fedele alle proprie intenzioni iniziali Dario Argento optò nell'utilizzare porte che avessero le maniglie poste molto più in alto rispetto al loro normale posizionamento: l'idea era quella di trasmettere agli spettatori quella difficoltà che i bambini hanno nel raggiungere la maniglia, vera chiave d'apertura verso l'esterno. Inoltre in alcune scene i personaggi femminili hanno comportamenti palesemente infantili (vd. scene di contrasto tra Olga e Sara). Il film è stato girato praticamente in sequenza e perciò il montaggio ne è risultato facilitato: per completarlo sono occorsi solo una decina di giorni.
La scena in cui Stefania Casini precipita sul filo di ferro arrotolato, fu realizzata in una vera stanza piena di fil di ferro. Le istruzioni di Argento all'attrice furono semplicemente di buttarsi sul filo e di provare a fare qualche passo. In effetti, l'attrice riuscì a fare pochissima strada e, ben presto, fu completamente bloccata dal filo, tanto che per liberarla furono necessarie alcune cesoie e molta pazienza. Inoltre, il filo di ferro provocò numerose escoriazioni sul corpo dell'attrice e per questo la scena non fu ripetuta.
Luciano Tovoli ha dichiarato che la scena della morte del pianista cieco Daniel (Flavio Bucci) fu estremamente complicata da filmare per la vastità dell'ambientazione (la celebre Königsplatz) che ne rendeva difficile la corretta illuminazione funzionale all'immagine: per realizzarla fu impiegata circa una settimana utilizzando torrette e luci ad arco. Inoltre, per simulare il volo dell'aquila fu impiegato un ingegnoso quanto antico sistema: la macchina da presa era stata collegata ad un carrello sospeso in alto che scorreva tramite alcune carrucole lungo un cavo d'acciaio di 150 metri.

### Fotografia

Esempio della fotografia del film in una sequenza con protagonista Stefania Casini

La fotografia del film ad opera di Luciano Tovoli (mentre la scenografia è di Giuseppe Bassan) è caratterizzata dall'uso di lenti anamorfiche e luci ad arco davanti alle quali sono state poste stoffe colorate (al posto della comune gelatina) in modo da poter essere avvicinate il più possibile ai volti degli attori dando l'impressione che i colori fossero stati gettati come vernice sui loro volti: questo metodo artigianale ha contribuito ad accentuare il tono fantastico della pellicola. Il tipo di pellicola impiegata è una Kodak da 30-40 ASA a bassissima sensibilità: richiedeva pertanto moltissima luce per essere impressa ma aumentava nettamente la profondità di campo delle immagini. Queste ultime di conseguenza presentano dei colori molto accentuati (dal rosso scarlatto al blu profondo, dal verde smeraldo al giallo ocra): questo è il risultato dell'uso di processi di imbibizione, i cui effetti erano già stati sperimentati in pellicole quali Il mago di Oz e Via col vento. Suspiria è stata, infatti, una delle ultime pellicole a utilizzare queste tecniche ai fini della fotografia e del formato Technicolor, oramai in via di estinzione anche a causa degli elevati costi che il sistema ingenerava. Argento e Tovoli riuscirono a trovare l'ultima macchina di sviluppo ancora in funzione agli stabilimenti Technicolor di Roma; il macchinario, una volta dismesso, fu venduto ad acquirenti cinesi. Grazie a tale tecnica, il film assume un misterioso fascino. Il regista ha dichiarato che a ispirarlo cromaticamente fu la visione di Biancaneve e i sette nani e che per avvicinarsi ai colori forti di tale pellicola la visionò attentamente con Tovoli; altro fondamentale riferimento stilistico fu il cinema espressionista tedesco per il suo peculiare utilizzo di simbolismo e contrasto visivo. Il direttore della fotografia ha dichiarato che richiese ad Argento di fare i trucchi visivi il più direttamente in lavorazione e non in post-produzione per renderli efficaci e mantenere un tono sperimentale alla Méliès. Argento ha aggiunto che la sua sfida personale era quella di non volere "fare neanche due inquadrature uguali in tutto il film" perciò da parte sua e di Tovoli ci fu un enorme sforzo nella scelta del tipo di immagini da utilizzare (lavorando con storyboard e shots list, cioè la lista di tutte le inquadrature possibili).

### Casting
Durante la fase preparatoria del film, Argento e Daria Nicolodi compirono un viaggio a Los Angeles durante il quale visionarono diverse attrici. Il regista scelse Jessica Harper dopo averla vista recitare ne Il fantasma del palcoscenico; la conobbe a Los Angeles rimanendo colpito dal suo volto da bambina ed in particolare dai suoi occhioni da Manga giapponese. Per il ruolo della vicedirettrice Argento optò per Joan Bennett, anche influenzato dal fatto che per diversi anni era stata l'attrice di riferimento di Fritz Lang, uno dei suoi registi preferiti.
La donna che interpreta il ruolo di Helena Markos è l'attrice più anziana con la quale ha lavorato Dario Argento nella sua carriera cinematografica: aveva infatti 94 anni ed era stata trovata dal regista in un ospizio a circa 100 chilometri da Roma.

### Ambientazione

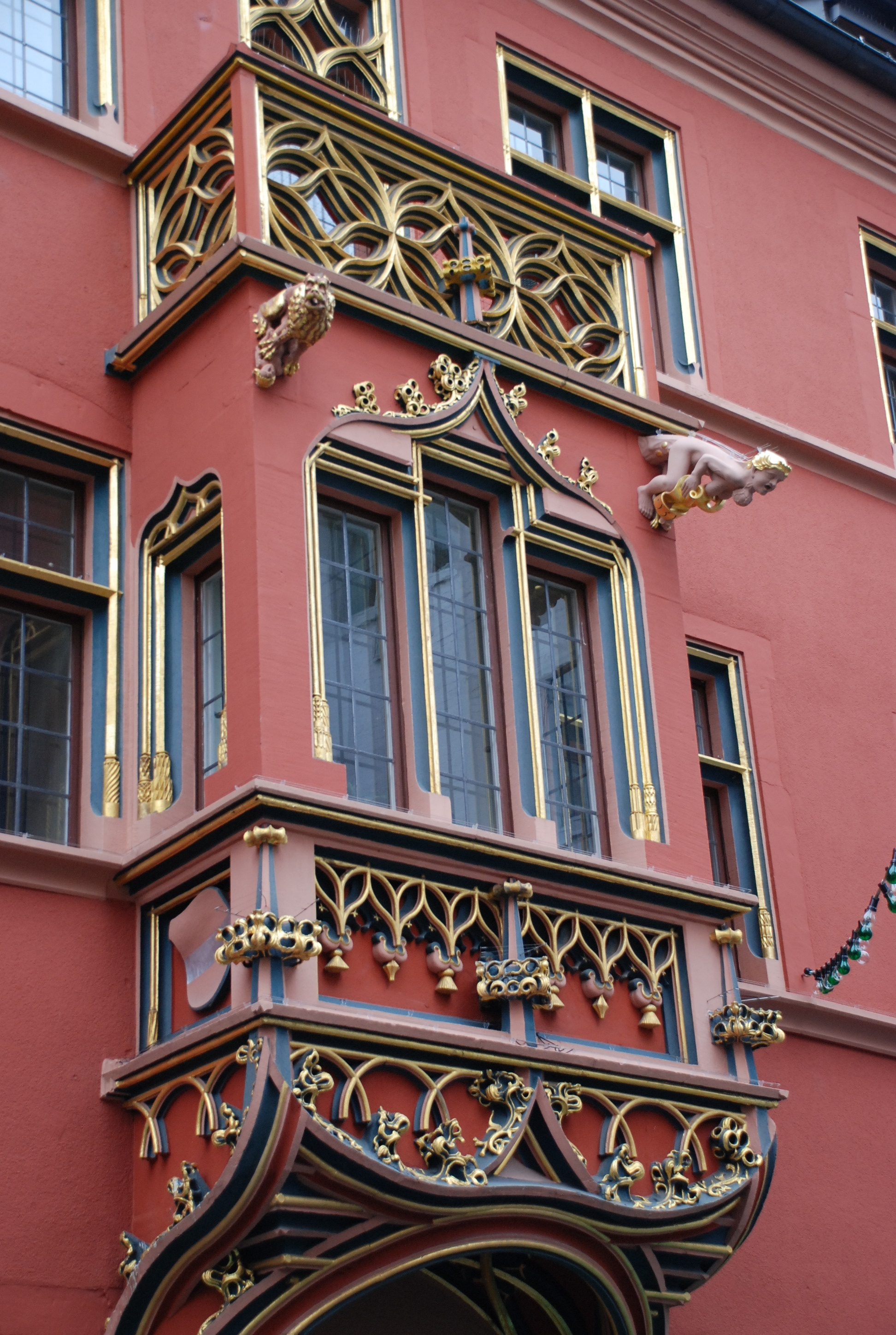
Ricostruzione dell'Accademia di Friburgo

Il film è stato girato in diverse località tedesche come la Foresta Nera, Monaco di Baviera e Friburgo in Brisgovia. In quest'ultima città inizialmente fu scelta, per ambientare l'accademia di danza, la Haus zum Walfisch (Casa della balena), palazzo cinquecentesco un tempo abitato da Erasmo da Rotterdam, dove tradizione vuole che egli abbia scritto il suo celebre Elogio della follia. Ai tempi della lavorazione del film era una banca e il permesso per girarvi alcune scene fu presto revocato, pertanto la produzione fu costretta a ricostruire esterni e interni dell'edificio presso gli studi De Paolis di Roma, sebbene nel montaggio finale rimangano alcune parti filmate nella casa del filosofo. 
Dario Argento ha dichiarato di aver ideato una scuola di danza come copertura di una congrega di streghe per il valore magico tradizionalmente attribuito da queste ultime al ballo: secondo tali credenze alcuni movimenti del corpo condurrebbero al trascendente colui che li pratica.
Altra celebre location è la Königsplatz di Monaco di Baviera, dove il pianista cieco Daniel - interpretato da Flavio Bucci - viene assalito e ucciso dal proprio cane guida. Sempre a Monaco sono riconducibili diverse altre ambientazioni: l'aeroporto dove atterra la protagonista a inizio film, la piscina liberty Müllersches Volksbad in cui nuotano Susy e Sara, la BMW Tower sede del convegno di psichiatria, la birreria Hofbräuhaus e l'attuale sede dell'Assessorato alla Cultura (Kulturreferat) nell'antica Burgstrasse, i cui esterni identificano il palazzo dove si consumano i primi due brutali omicidi.
Alcune scene minori, tra cui l'incursione nelle soffitte dell'accademia di danza, sono state girate a Santa Maria di Galeria, frazione di Roma non lontana dal Lago di Bracciano. Argento stesso, nel libro Dario Argento, si gira! pubblicato a fine 2014, ha invece smentito le ricorrenti voci secondo cui alcune riprese fossero state effettuate presso Villa Capriglio a Torino.

## Colonna sonora
La musica di Suspiria fu composta dai Goblin (Claudio Simonetti, Agostino Marangolo, Massimo Morante e Fabio Pignatelli) in collaborazione con lo stesso Argento. La colonna sonora del film è stata utilizzata durante le finali del nuoto sincronizzato alle XXX Olimpiadi di Londra dalla compagine russa, che si è aggiudicata la medaglia d'oro.

### Musica
Simonetti stesso, insieme con la sua band Daemonia, fece una cover del brano introduttivo di Suspiria. In Italia il CD è stato distribuito, come gli altri lavori dei Goblin, dalla Cinevox, mentre negli USA il DVD del film, prodotto dalla Anchor Bay, contiene anche lo score. Il motivo principale del film è stato realizzato con un bouzouki acquistato personalmente dal regista, un particolare modello di mandolino di origine ellenica dai suoni particolarmente profondi voluto da Argento che ne era rimasto colpito durante un viaggio in Grecia compiuto poco prima dell'inizio delle riprese. L'inquietante voce solista è dello stesso Claudio Simonetti: quest'ultimo sussurra ansimante alternando la melodia con molte parole che egli definisce senza senso. Le percussioni che accompagnano i punti più tesi del film sono invece strumenti africani. A causa di tali caratteristiche contenutistiche (all'epoca vere e proprie innovazioni nel modo di comporre per immagini soprattutto in Italia), oltre a essere la colonna sonora più paurosa della band, è anche quella più sperimentale, per questo fra le tante realizzate risulta quella a cui sono più legati affettivamente sia Pignatelli quanto Morante.

## Accoglienza

### Critica
Il film uscì in Italia il 1º febbraio 1977, accompagnato da una serie di critiche piuttosto contrastanti fra loro per Dario Argento e la sua opera. Giovanni Grazzini, critico del Corriere della Sera, scrisse: «Una laurea honoris causa in tecnologia degli spaventi. Dario Argento non merita niente di meno per un film che probabilmente farà epoca nel cinema della pelle d'oca». Tullio Kezich invece, nel suo Il nuovissimo mille film - Cinque anni al cinema 1977-1982 stroncò la pellicola, sostenendo che fra pregi e difetti, il regista di Profondo rosso è sempre lo stesso, anzi in una progressiva divaricazione si affina e si deteriora nello stesso tempo. Morando Morandini nel suo Dizionario dei film gli assegna due stelle, affermando che il disinteresse di Argento per la logica narrativa è qui macroscopico, programmatico. Intanto, però, grazie alla musica dei Goblin, inventa il thriller assordante: picchia sull'orecchio quanto sul nervo ottico. Pino Farinotti e Paolo Mereghetti, nei loro dizionari, assegnano invece tre stelle al film, sebbene il primo non lasci un commento, mentre il secondo giudica il film positivamente, ritenendolo fra i migliori della carriera del regista. Ottime invece furono le critiche estere.
Su Rotten Tomatoes, il film detiene un punteggio del 93% basato su 61 recensioni raccolte retrospettivamente, con una valutazione media di 8,40/10. Su Metacritic, il film ha un punteggio medio ponderato di 79 su 100, basato su 11 critici, che indica "recensioni generalmente favorevoli".

### Botteghino
La pellicola ebbe molto successo in Italia, tanto da piazzarsi all'11º posto degli incassi della stagione cinematografica 1976-77 anche se non raggiunse i risultati commerciali del precedente Profondo rosso. In Italia la pellicola ha incassato 1.430.000.000 di lire dell'epoca nelle città capozona.
Evidentemente per Argento la pellicola era troppo avveniristica per i gusti del pubblico italiano medio del tempo ed infatti nazionalmente non diventò il vertice commerciale della filmografia del regista al contrario di quanto avvenne nel resto del mondo (soprattutto Francia, Germania, Giappone, Stati Uniti d'America e Regno Unito) dove riscosse enorme successo rendendo celebre internazionalmente il suo autore. Ciò ha determinato una dicotomia: mentre in Italia il suo film più noto è Profondo rosso, all'estero il regista è conosciuto soprattutto per Suspiria.
In Giappone il film fu proiettato in uno stadio a un pubblico di circa 30.000 persone utilizzando un sistema dotato di un immenso impianto audio realizzato dalla Sony.
Tra il 30 gennaio e il 1º febbraio 2017 la pellicola è tornata nelle sale italiane in versione restaurata ad esattamente 40 anni di distanza dalla sua prima uscita al cinema.

## Remake
Negli Stati Uniti d'America era in fase di preparazione un remake di Suspiria a cui avrebbe collaborato lo stesso Dario Argento, ma solo per la sceneggiatura. Il progetto rientrava nell'ambito di una cessione di diritti operata da Argento su due suoi film, per farne realizzare dei remake negli Stati Uniti; l'altro titolo interessato era L'uccello dalle piume di cristallo. Il film entrò in pre-produzione nel 2008 per la regia di David Gordon Green, e si vociferò che avrebbe avuto come protagonista Natalie Portman. Nel 2011, dopo quasi tre anni senza notizie, Green ammise in un'intervista che c'erano stati dei problemi legali, ma che erano stati risolti e che il film si sarebbe fatto, e avrebbe avuto come protagonista Isabelle Fuhrman. Il film però fu accantonato nel 2012 e nel 2013 Green disse che probabilmente non verrà più realizzato a causa di problemi legali con la casa produttrice di Dario Argento.
Durante la 72ª Mostra internazionale d'arte cinematografica di Venezia il regista Luca Guadagnino rivela che avrebbe diretto il remake del film. Il film, le cui riprese sono terminate nel marzo del 2017, è uscito nelle sale cinematografiche statunitensi il 26 ottobre 2018, mentre in quelle italiane a partire dal 1º gennaio 2019.

## Restauro
Il film è stato girato con negativi EastmanColor ed è stata l’ultima grande produzione di questo genere ad aver usato il processo Technicolor Dye Transfer. Per il 40º anniversario dalla prima uscita cinema, Suspiria è stato restaurato in 4K partendo dal negativo, preservando la sua qualità originale. I 35mm, danneggiati in varie parti da lacerazioni, graffi e macchie, sono stati attentamente corretti in maniera digitale. Il restauro è stato effettuato dalla TeleFilm Restoration & Preservation Services, in Germania, su mandato dell'italiana Videa.
Per quanto riguarda i titoli di testa, in assenza di un font, il reparto grafico di LVR Digital, dopo aver acquisito i fotogrammi originali del film, ha ricostruito, attraverso una tecnica di maschere grafiche, un alfabeto parziale. La parte più complessa è stata quella di completare l’alfabeto creando numeri e lettere, in modo che seguissero lo stile dei caratteri già presenti, così da poter creare in modo definitivo il font Suspiria. Successivamente, i titoli verranno riscritti sul master restaurato andando a recuperare anche le posizioni originali volute dal regista Dario Argento. Suspiria, in versione restaurata 4K è stato distribuito da QMI/Stardust, in collaborazione con Videa, ed è tornato in oltre 100 sale italiane il 30, 31 gennaio e 1º febbraio 2017.
Nel 2018 è stato realizzato un secondo restauro, a cura dell'editore statunitense Synapse e sotto la supervisione del direttore della fotografia del film Luciano Tovoli. Ciò ha permesso di ottenere una colorimetria molto più fedele all'originale. Questa versione è stata distribuita nelle sale cinematografiche su più di 100 schermi a partire dal 12 febbraio 2024 dalla casa indipendente Cat People Distribuzione in associazione con Videa.

## Altri media
La versione romanzata del film, scritta da Nicola Lombardi, è stata pubblicata dall'editore Newton Compton nel 1997 (poi ristampata da Mondo Ignoto Editore nel 2002 all'interno del saggio Suspiria), assieme agli adattamenti di Inferno (Antonio Tentori), Opera (Fabio Giovannini), Phenomena (Luigi Cozzi) e Demoni (Massimo Brando), nel volume Terrore Profondo.